# Kurgaszły
Kurgaszły (ros. Кургашлы) – wieś (dieriewnia) w Rosji, w Baszkortostanie, w rejonie burziańskim. W 2010 liczyła 307 mieszkańców.